# Team S 2nd Stage“手牵手”
Team S 2nd Stage「手牵手」（日语：チームS 2nd Stage「手をつなぎながら」）是SKE48 Team S的第2台剧场公演。
本页也记述了SKE48 Team KII 2nd公演和HKT48 1期生 1st公演的相关事项。

## 概要
SKE48以及Team S初次的专属公演，之前Team S的「PARTY開始了」和Team KII的「想見你」均是AKB48 Team A的原創公演。
另外，「手牵手」亦被用於SKE48 Team KII的2nd公演和HKT481期生及Team H的1st公演，之后也被AKB48第二代Team 4用作公演曲目。

## 公演内容

### 曲目
1. 《overture（SKE48版）》
（作曲、编曲：尾澤拓實　歌：TAZ）
2. 《我们的风》（僕らの風）
（作词：秋元康　作曲：五戶力　编曲：草野よしひろ）
3. 《芒果No.2》（マンゴーNo.2）
（作词：秋元康　作曲：イイジマケン　编曲：Funta7）
4. 《手牵手》（手をつなぎながら）
（作词：秋元康　作曲：小網準　编曲：市川裕一）
5. 《情歌般的下课铃》（チャイムはLOVE SONG）
（作词：秋元康　作曲：白戶佑輔　编曲：野中"まさ"雄一）
6. 《Glory days》
（作词：秋元康　作曲、编曲：伊藤心太郎）
7. 《胸口的条码》（この胸のバーコード）
（作词：秋元康　作曲：青木真一　编曲：野中"まさ"雄一）
8. 《带我去温布尔登》（ウィンブルドンへ連れて行って）
（作词：秋元康　作曲：Solaya　编曲：樫原伸彦）
9. 《雨珠钢琴师》（雨のピアニスト）
（作词：秋元康　作曲：吉富小百合　编曲：市川裕一）
10. 《巧克力的下落》（チョコの行方）
（作词：秋元康　作曲：中村望　编曲：高島智明）
11. 《Innocence》
（作词：秋元康　作曲：横健介　编曲：野中"まさ"雄一）
12. 《浪漫火箭》（ロマンスロケット）
（作词：秋元康　作曲：岡田実音　编曲：高島智明）
13. 《恋爱的倾向与对策》（恋の傾向と対策）
（作词：秋元康　作曲：市川裕一　编曲：武藤星兒）
14. 《最喜欢你》（大好き）
（作词：秋元康　作曲：多田慎也　编曲：梅堀淳）

#### 安可曲
1. 《绳索的友情》（ロープの友情）
（作词：秋元康　作曲：Rie　编曲：市川裕一）
2. 《星期二夜晚 星期三清晨》（火曜日の夜、水曜日の朝）
（作词：秋元康　作曲：小網準　编曲：武藤星兒）
3. 《即使再遥远》（遠くにいても）
（作词：秋元康　作曲：YORI　编曲：光田健一）

### 演出
- 编舞：牧野安娜
- 《巧克力的下落》中使用了礼物盒作为小道具。
- 《Innocence》雖然允許16歲以下的成員在場伴舞，但不能一起唱歌。

## SKE48公演

### SKE48 Team S 2nd Stage「手牵手」公演
- 公演期：2009年2月14日－10月16日
- 演出成员
  - 大矢真那、小野晴香、桑原瑞希（桑原みずき）、新海里奈、高井月奈（日语：高井つき奈）、高田志織、出口陽、中西優香、平田璃香子、平松可奈子、松井珠理奈、松井玲奈、松下唯、森紗雪、矢神久美、山下萌（山下もえ）

※高井自8月31日毕业。
- 分组曲成员
  - 1st unit
    - 《Glory days》：桑原、松井珠、中西
    - 《胸口的条码》：高田、出口、小野
    - 《带我去温布尔登》：矢神、高井、森
    - 《雨珠钢琴师》：山下、松井玲、松下
    - 《巧克力的下落》：平田、大矢、新海、平松

  - 2nd unit
    - 《Glory days》：新海、矢神、山下
    - 《胸口的条码》：中西、平田、平松
    - 《带我去温布尔登》：高田、松井珠、松下
    - 《雨珠钢琴师》：大矢、桑原、出口
    - 《巧克力的下落》：小野、高井、松井玲、森

### SKE48 Team KII 2nd Stage「手牵手」公演
- 公演期：2009年12月6日－2010年9月22日、2011年4月5日－2011年9月1日（復活公演）
- 演出成员
  - 赤枝里里奈、阿比留李帆、井口栞里、石田安奈、内山命、加藤智子、鬼頭桃菜、後藤理沙子、斉藤真木子、佐藤聖羅、佐藤實繪子、高柳明音、秦佐和子、古川愛李、松本梨奈、向田茉夏、矢方美紀、山田澪花、若林倫香、小木曾汐莉

※小木曽自2010年2月25日起由研究生升格，井口栞里、内山命、鬼頭桃菜与斉藤真木子四人于12月6日降格为研究生，阿比留李帆、後藤理沙子、秦佐和子与矢方美紀四人于同日升格进入Team KII。
- 分组曲成员
  - 《Glory days》：向田、石田、斉藤→矢方
  - 《胸口的条码》：松本、鬼頭→秦、佐藤實
  - 《带我去温布尔登》：若林、高柳、山田澪
  - 《雨珠钢琴师》：佐藤聖、古川、内山→阿比
  - 《巧克力的下落》：赤枝、井口→後藤、加藤、小木曾

### SKE48 Team E 4th Stage「手牵手」公演
- 公演期間：2014年5月2日[1] - 2016年9月1日
- 演出成员
  - 磯原杏華、市野成美、岩永亞美、梅本圆（梅本まどか）、大脇有紗、加藤琉美（加藤るみ）、木本花音、小石公美子、小林亞实、斉藤真木子、酒井萌衣、佐藤堇（佐藤すみれ）、柴田阿弥、須田亞香里、谷真理佳、松井玲奈
- 分组曲成员
  - 《Glory days》：市野、加藤琉、木本
  - 《胸口的条码》：大脇、磯原、松井玲
  - 《带我去温布尔登》：岩永、小石、柴田
  - 《雨珠钢琴师》：須田、斉藤、谷
  - 《巧克力的下落》：梅本、小林、酒井、佐藤堇

## HKT48公演
SKE48的姊妹組合HKT48選擇了「手牽手」為其首部劇場公演曲目，於2011年11月26日開始於其專屬表演場地HKT48劇場演出。其後2012年HKT48成立Team H，並於同年3月4日以同一曲目開始進行公演。

### HKT48 1st Stage「手牵手」公演
- 公演期：2011年11月26日－2012年3月2日（76次）
- 演出成员
  - 穴井千尋、今田美奈、植木南央、熊澤世莉奈、兒玉遥、古森結衣、下野由貴、菅本裕子、田中菜津美、中西智代梨、松岡菜摘、宮脇咲良、村重杏奈、本村碧唯、森保圆（森保まどか）、若田部遥（以上16名是初日開始的選拔成員）
- 分组曲担当（★是中心的位置）
  - 《Glory days》：兒玉★、中西、若田部　
    - 伴舞成員：安陪恭加、江藤彩也香、谷口愛理、仲西彩佳、深川舞子（以上非選拔成員）和植木都参加

  - 《胸口的条码》：森保★、下野、田中
  - 《帶我去溫布頓》：本村、宮脇、菅本
  - 《雨珠钢琴师》：松岡★、穴井、熊沢
  - 《巧克力的下落》：村重、古森、今田、植木

### HKT48 Team H 1st Stage「手牵手」公演
- 公演期：2012年3月4日－2013年2月17日（200次）
- 演出成员
  - 穴井千尋、植木南央、多田愛佳、熊澤世莉奈、兒玉遥、古森結衣、指原莉乃、下野由貴、菅本裕子、田中菜津美、谷口愛理、中西智代梨、松岡菜摘、宮脇咲良、村重杏奈、本村碧唯、森保圆、若田部遥
    - 上述成员缺席时，由HKT48的研究生代役
    - 指原於2012年6月16日從AKB48移籍。7月5日開始進行公演。古森結衣、菅本裕子、谷口愛理于8月18日辞退。多田於2012年11月1日從AKB48移籍。同日開始進行公演。
    - 2012年9月时、SKE48有成员来支援参加公演。
4日、5日、6日各公演 - 鬼頭桃菜（Team S）、井口栞里（Team KII）、斉藤真木子（Team E）
10日、17日各公演 - 井口、後藤理沙子（Team KII）
11日 - 阿比留李帆（Team KII）、井口
12日 - 加藤琉美（加藤るみ）（Team S）、阿比留、後藤
13日 - 加藤、内山命（Team E）、斉藤
19日、20日各公演 - 木下有希子（Team S）、石田安奈（Team KII）
22日、23日各公演 - 加藤、鬼頭
24日、25日各公演 - 阿比留、柴田阿弥（Team E）
26日、27日各公演 - 梅本圆（梅本まどか）、金子栞、小林亜実（皆为Team E）
28日 - 大矢真那、須田亚香里（皆为Team S）
- 分组曲成员（★是中心的位置）
  - 《Glory days》：下野、兒玉★、村重※指原当初是本分组曲成员，但11月时移动到了别的分组曲。
  - 《胸口的条码》：穴井、菅本→指原★、中西
  - 《带我去温布尔登》：谷口→植木、宮脇★、本村
  - 《雨珠钢琴师》：熊沢、松岡★、森保
  - 《巧克力的下落》：植木、古森→多田、田中、若田部

### HKT48 Team TII＋研究生「手牵手」公演
- 公演期：2016年12月21日 -
- 演出成员
  - Team TII：荒巻美咲、今村麻莉愛、栗原紗英、坂本愛玲菜、筒井莉子、外薗葉月、松岡花、村川緋杏、山内祐奈、山下艾米丽
  - 研究生：運上弘菜、小田彩加、堺萌香、清水梨央、武田智加、地頭江音音、月足天音、豊永阿紀、松本日向、宮崎想乃
    - 筒井莉子、堺萌香、清水梨央、宮崎想乃四人自2016年12月25日的公演开始出演。筒井莉子在2017年5月17日的毕业公演后正式毕业。
    - 因Team TII初始只有10名成员，便与研究生举行联合公演。
- 分组曲負責成員（★是中心的位置）

| 分組曲         | 公演初日演唱成員 | 代役之表演者                                                 |
| -------------- | ---------------- | ------------------------------------------------------------ |
| Glory days     | 外薗葉月         | 村川緋杏、松本日向、月足天音、荒巻美咲                       |
| Glory days     | ★松岡花          | 地頭江音音、山下艾米丽、外薗葉月、山内祐奈                   |
| Glory days     | 豊永阿紀         | 坂本愛玲菜、山内祐奈、荒巻美咲、宮﨑想乃                     |
| 胸口的条码     | 運上弘菜         | 宮﨑想乃、堺萌香、武田智加                                   |
| 胸口的条码     | ★栗原紗英        | 豊永阿紀、山下艾米丽、荒巻美咲、今村麻莉愛、坂本愛玲菜       |
| 胸口的条码     | 坂本愛玲菜       | 山内祐奈、小田彩加、地頭江音音、栗原紗英                     |
| 带我去温布尔登 | 小田彩加         | 堺萌香、村川緋杏、外薗葉月、豊永阿紀、山下艾米丽             |
| 带我去温布尔登 | ★今村麻莉愛      | 武田智加、地頭江音音、筒井莉子、松岡花、山下艾米丽、栗原紗英 |
| 带我去温布尔登 | 月足天音         | 運上弘菜、清水梨央、山下艾米丽、地頭江音音、外薗葉月         |
| 雨珠钢琴师     | 松本日向         | 月足天音、荒巻美咲、武田智加                                 |
| 雨珠钢琴师     | ★山下艾米丽      | 栗原紗英、今村麻莉愛、豊永阿紀、松岡花                       |
| 雨珠钢琴师     | 地頭江音音       | 外薗葉月、山内祐奈、宮﨑想乃、坂本愛玲菜、清水梨央           |
| 巧克力的下落   | 武田智加         | 清水梨央、筒井莉子、小田彩加、月足天音、堺萌香               |
| 巧克力的下落   | ★荒巻美咲        | 栗原紗英、松岡花、山下艾米丽、坂本愛玲菜                     |
| 巧克力的下落   | 山内祐奈         | 武田智加、今村麻莉愛、豊永阿紀、村川緋杏                     |
| 巧克力的下落   | 村川緋杏         | 筒井莉子、堺萌香、外薗葉月、地頭江音音、運上弘菜             |

## AKB48公演
AKB48 新Team 4 選擇了「手牽手」為其首部劇場公演曲目，於2013年11月3日開始於其專屬表演場地AKB48劇場演出。

### AKB48 Team 4 2nd Stage「手牵手」公演
- 公演期：2013年11月3日－
- 演出成員
  - 相笠萌、岩立沙穗、內山奈月、梅田綾乃、岡田彩花、冈田奈奈、北澤早紀、小嶋真子、篠崎彩奈、高島祐利奈、西野未姬、橋本耀、前田美月、峯岸南（峯岸みなみ）、村山彩希、茂木忍
- 分组曲成员
  - 《Glory days》：相笠、西野、梅田綾
  - 《胸口的条码》：岩立、峯岸、茂木
  - 《带我去温布尔登》：篠崎、小嶋真、北澤
  - 《雨珠钢琴师》：岡田彩、岡田奈、高島
  - 《巧克力的下落》：内山、村山、前田美、橋本

## SNH48公演

### SNH48 Team HII 2nd Stage「手牽手」公演
- 公演期間：2015年5月29日[5]－2016年3月20日
- 出演成員
  - Team HII：陳怡馨、郝婉晴、李豆豆、李清楊、林楠、劉炅然、劉佩鑫、王柏碩、王璐、吳燕文、謝妮、徐晗、徐伊人、許楊玉琢、楊惠婷、張昕
- 分組曲負責成員
  - 《榮耀日》：劉佩鑫、王璐、張昕
  - 《愛心條形碼》：郝婉晴、李豆豆、王柏碩
  - 《溫布頓之夢》：徐晗、謝妮、楊惠婷
  - 《雨中鋼琴師》：劉炅然、吳燕文、許楊玉琢
  - 《巧克力密語》：陳怡馨、林楠、李清揚、徐伊人

### SNH48 Team SII×Team HII“新手牵手”公演
- 公演期间：2020年3月7日－
- 出演成员
  - Team SII：陈观慧、陈思、陈雨孜、刘增艳、钱蓓婷、邵雪聪、王秋茹、温晶婕、吴哲晗、徐晨辰
  - Team HII：姜杉、蒋舒婷、林楠、林舒晴、沈梦瑶、王奕、万丽娜、袁一琦、张昕
- 分组曲负责成员
  - 《榮耀日》：袁一琦、张昕、温晶婕
  - 《愛心條形碼》：陈观慧、钱蓓婷、蒋舒婷
  - 《巧克力密語》：沈梦瑶、陈思、邵雪聪、王奕
  - 《溫布頓之夢》：刘增艳、万丽娜、姜杉
  - 《雨中鋼琴師》：吴哲晗、徐晨辰、林舒晴
- 云公演不设以下曲目：《芒果女孩》《恋爱马拉松》《绳索上的友情》《星期二夜晚》，剧场完整版设所有曲目
- 《巧克力密语》被调至《温布顿之梦》前，《喜欢你》调为安可环节之后的第一首曲目
- 安可环节后的第三首曲目不固定

## CKG48公演

### CKG48 「百分百·手牵手」公演
- 公演期間：2022年1月1日－
- 演出成員
  - 初日演出：陈颍琳、付美善、高雪逸、江鑫、梁晶金、刘宇婷、骆羽庭、毛译晗、潘颖、彭榆涵、吴晶晶、谢金男、熊素君、杨允涵、张帆、张爱静、周倩玉、朱瑞缘、赵泽慧
- 分組曲負責成員
  - 《榮耀日》：高雪逸、梁晶金、赵泽慧
  - 《愛心條形碼》：潘颖、彭榆涵、周倩玉
  - 《溫布頓之夢》：付美善、江鑫、吴晶晶
  - 《雨中鋼琴師》：毛译晗、熊素君、杨允涵
  - 《巧克力密語》：陈颍琳、骆羽庭、毛译晗、张爱静

## GNZ48公演

### GNZ48「梦想奋进計劃-与星空手牵手」公演
- 公演期間：2022年10月6日-
- 演出成員
  - 初日演出：陈颍琳、付美善、骆羽庭、彭含灵、张帆、朱瑞缘、何林燕、刘欣媛、林奕希、秦露丹、宋筱璐、王语晨、夏莹、许雅兰、周是汝、张芷欣
- 分組曲負責成員
  - 《榮耀日》：刘欣媛、王语晨、张芷欣
  - 《愛心條形碼》：张帆、朱瑞缘、秦露丹
  - 《溫布頓之夢》：骆羽庭、彭含灵、许雅兰
  - 《雨中鋼琴師》：陈颍琳、周是汝、夏莹
  - 《巧克力密語》：付美善、何林燕、林奕希、宋筱璐

## AKB48 Team TP公演

### AKB48 Team TP 2nd Stage「手牽手」公演
公演曲目
1. overture（AKB48 Team TP ver.）／前座. 一秒一秒約好
2. 我們的風
3. 芒果No.2
4. 手牽手
5. 下課鐘LOVE SONG
6. Glory days
7. 心中的條碼
8. 帶我去溫布頓
9. 雨鋼琴家
10. 巧克力的下落
11. Innocence
12. 浪漫火箭
13. 戀愛的傾向和對策
14. 好喜歡你

安可曲目
1. 繩索般的友情
2. 星期二夜裡，星期三黎明
3. 縱使再遙遠

公演資料
- 公演期間：2023年3月18日－2025年3月23日
- 出演成員：
  - Unit TIC TAC TOE：劉曉晴、潘姿怡、林于馨、黃奕霖、張少瞳、孟庭筠、伊品、陳昭霓、唐靜、林瑋庭、陳泰琌、陳嘉儀、邱宜靚、楊亞芸、李佩宜
    - 暫停活動：翁曼綾
    - 前成員：柏靈、藤井麻由、林倢、周佳郁、高云珏、張法法、小山美玲、林潔心、羅瑞婷、劉語晴、賈宜蓁、國興瑀、袁子筑、翁彤薰、吳騏卉

  - Unit Peek A Boo：林易沄、蔡亞恩、蔡伊柔、張羽翎、董子瑄、黃昱燕、蘇姮羽、陳穎臻、陳以凌、徐沛婠、彭鈺婷、蔡喬茵、陳巧儀、余嬿慈、劉子菲
    - 暫停活動：范姜又恩
    - 前成員：邱品涵、王逸嘉、李孟純、鄭妤葳、鄭佳郁、高硯晨、冼迪琦、李采潔、李佳俐、林亭莉、吳婉淩、宮田留佳、周家安
- 演出時程

| Unit TIC TAC TOE   | Unit TIC TAC TOE           |
| 日期               | 備註                       |
| ------------------ | -------------------------- |
| 2023年3月18日      |                            |
| 2023年4月15日      |                            |
| 2023年5月12日      |                            |
| 2023年5月14日      |                            |
| 2023年6月10日      |                            |
| 2023年6月11日      |                            |
| 2023年7月22日      |                            |
| 2023年7月23日      |                            |
| 2023年8月18日      | 4期生首次劇場公演          |
| 2023年8月20日      | 1期畢業生最後公演          |
| 2023年10月14日     | 賈宜蓁最後劇場公演         |
| 2023年11月12日     |                            |
| 2023年12月17日     |                            |
| 2024年1月13日      |                            |
| 2024年2月24日      |                            |
| 2024年3月30日      |                            |
| 2024年4月26日      |                            |
| 2024年5月25日晚场  |                            |
| 2024年6月22日晚场  |                            |
| 2024年7月13日晚场  |                            |
| 2024年9月21日晚场  | 5期生首次劇場公演          |
| 2024年10月20日晚场 |                            |
| 2024年11月16日     |                            |
| 2024年11月17日晚场 |                            |
| 2024年12月21日     |                            |
| 2024年12月22日晚场 | 袁子筑最後劇場公演         |
| 2025年1月25日      |                            |
| 2025年1月26日晚场  |                            |
| 2025年3月1日       |                            |
| 2025年3月2日晚场   |                            |
| 2025年3月22日      |                            |
| 2025年3月23日午场  | 翁彤薰、吳騏卉最後劇場公演 |

| Unit Peek A Boo    | Unit Peek A Boo              |
| 日期               | 備註                         |
| ------------------ | ---------------------------- |
| 2023年3月19日      |                              |
| 2023年4月16日      |                              |
| 2023年5月13日      |                              |
| 2023年5月14日      |                              |
| 2023年6月9日       |                              |
| 2023年6月11日      |                              |
| 2023年7月21日      |                              |
| 2023年7月23日      |                              |
| 2023年8月19日      | 4期生首次劇場公演            |
| 2023年8月20日      | 1期畢業生最後公演            |
| 2023年10月15日     |                              |
| 2023年11月11日     |                              |
| 2023年12月16日     |                              |
| 2024年1月14日      |                              |
| 2024年2月25日      |                              |
| 2024年3月31日      |                              |
| 2024年4月28日      |                              |
| 2024年5月25日午场  |                              |
| 2024年6月22日午场  |                              |
| 2024年7月13日午场  |                              |
| 2024年9月21日午场  | 5期生首次劇場公演            |
| 2024年10月20日午场 |                              |
| 2024年11月15日     |                              |
| 2024年11月17日午场 |                              |
| 2024年12月20日     |                              |
| 2024年12月22日午场 | 林亭莉、吳婉淩最後劇場公演   |
| 2025年1月24日      |                              |
| 2025年1月26日午场  |                              |
| 2025年2月28日      |                              |
| 2025年3月2日午场   |                              |
| 2025年3月21日      |                              |
| 2025年3月23日晚场  | 宮田留佳、周家安最後劇場公演 |

| 不分組公演     | 不分組公演         |
| 日期           | 備註               |
| -------------- | ------------------ |
| 2023年11月10日 |                    |
| 2023年12月15日 |                    |
| 2024年1月12日  |                    |
| 2024年2月23日  |                    |
| 2024年3月29日  |                    |
| 2024年4月27日  |                    |
| 2024年5月26日  |                    |
| 2024年6月23日  |                    |
| 2024年7月14日  |                    |
| 2024年9月22日  |                    |
| 2024年10月19日 | 國興瑀最後劇場公演 |

備註
- 2023年10月公演場地為三創生活園區，其餘場次地點為華山1914文化創意產業園區烏梅劇院。
- AKB48 Team TP版本的公演增加了前座曲《一秒一秒約好》，2023年7月以後取消前座曲。
- 2023年7月23日，第7張單曲《11月的腳鍊》初披露。

## 錄音室專輯CD
以下錄音室專輯收錄了由公演成員錄音的公演歌曲。

### Team S 2nd Stage「手牵手」
《Team S 2nd Stage「手牵手」》是SKE48 Team S的錄音室專輯，於2010年2月10日由CROWN GOLD發售。
- 收錄成員
  - 大矢真那、小野晴香、桑原瑞希、新海里奈、高井月奈、高田志織、出口陽、中西優香、平田璃香子、平松可奈子、松井珠理奈、松井玲奈、松下唯、森紗雪、矢神久美、山下萌
- 收錄歌曲
  1. overture（SKE48 ver.）
  2. 我們的風
  3. 芒果No.2
  4. 手牽手
  5. 情歌般的下課鈴
  6. Glory days（歌：桑原、松井珠、中西）
  7. 胸口的條碼（歌：高田、出口、小野）
  8. 帶我去溫布爾登（歌：矢神、高井、森）
  9. 雨珠鋼琴師（歌：山下、松井玲、松下）
  10. 巧克力的下落（歌：平田、大矢、新海、平松）
  11. Innocence
  12. 浪漫火箭
  13. 戀愛的傾向與對策
  14. 最喜歡你
  15. 繩索的友情
  16. 星期二夜晚 星期三清晨
  17. 即使再遙遠

### Team KII 2nd Stage「手牵手」
《Team KII 2nd Stage「手牵手」》是SKE48 Team KII的錄音室專輯，於2010年3月3日由CROWN GOLD發售。
- 收錄成員
  - 赤枝里里奈、井口栞里、石田安奈、內山命、加藤智子、鬼頭桃菜、斉藤真木子、佐藤聖羅、佐藤實繪子、高柳明音、古川愛李、松本梨奈、向田茉夏、山田澪花、若林倫香
- 收錄歌曲
  1. overture（SKE48 ver.）
  2. 我們的風
  3. 芒果No.2
  4. 手牽手
  5. 情歌般的下課鈴
  6. Glory days（歌：石田、向田、斉藤）
  7. 胸口的條碼（歌：鬼頭、松本、佐藤實）
  8. 帶我去溫布爾登（歌：若林、高柳、山田澪）
  9. 雨珠鋼琴師（歌：佐藤聖、古川、內山）
  10. 巧克力的下落（歌：加藤智、井口、赤枝）
  11. Innocence
  12. 浪漫火箭
  13. 戀愛的傾向與對策
  14. 最喜歡你
  15. 繩索的友情
  16. 星期二夜晚 星期三清晨
  17. 即使再遙遠

### Team H 1st Stage「手牵手」（CD）
《Team H 1st Stage「手牵手」》是HKT48 Team H的錄音室專輯，於2013年7月6日由AKS發售。
- 收錄歌曲
  1. overture（HKT48 ver.）
  2. 我們的風
  3. 芒果No.2
  4. 手牽手
  5. 情歌般的下課鈴
  6. Glory days
  7. 胸口的條碼
  8. 帶我去溫布爾登
  9. 雨珠鋼琴師
  10. 巧克力的下落
  11. Innocence
  12. 浪漫火箭
  13. 戀愛的傾向與對策
  14. 最喜歡你
  15. 繩索的友情
  16. 星期二夜晚 星期三清晨
  17. 即使再遙遠

## 劇場公演DVD

### Team S 2nd「手牵手」
《Team S 2nd「手牽手」》是SKE48 Team S的DVD，收錄了公演的錄影，於2009年12月23日由HAPPINET發售。
- 收錄成員
  - 大矢真那、小野晴香、桑原瑞希、新海里奈、高井月奈、高田志織、出口陽、中西優香、平田璃香子、平松可奈子、松井珠理奈、松井玲奈、松下唯、森紗雪、矢神久美、山下萌
- 收錄曲
  1. overture
  2. 我們的風
  3. 芒果No.2
  4. 手牽手
  5. 情歌般的下課鈴
  6. Glory days（歌：桑原、松井珠、中西）
  7. 胸口的條碼（歌：高田、出口、小野）
  8. 帶我去溫布爾登（歌：矢神、高井、森）
  9. 雨珠鋼琴師（歌：山下、松井玲、松下）
  10. 巧克力的下落（歌：平田、大矢、新海、平松）
  11. Innocence
  12. 浪漫火箭
  13. 戀愛的傾向與對策
  14. 最喜歡你
  15. 繩索的友情
  16. 星期二夜晚 星期三清晨
  17. 堅強之勇者
  18. 即使再遙遠
  19. 特典影像：SKE48之軌跡（Team KII）

### Team KII 2nd「手牵手」
《Team KII 2nd「手牽手」》是SKE48 Team KII的DVD，收錄了公演的錄影，於2010年10月27日由HAPPINET發售。
- 收錄成員
  - 赤枝里里奈、井口栞里、石田安奈、內山命、小木曽汐莉、加藤智子、鬼頭桃菜、斉藤真木子、佐藤聖羅、佐藤實繪子、高柳明音、古川愛李、松本梨奈、向田茉夏、山田澪花、若林倫香
- 收錄曲
  1. overture
  2. 我們的風
  3. 芒果No.2
  4. 手牽手
  5. 情歌般的下課鈴
  6. Glory days（歌：石田、向田、斉藤）
  7. 胸口的條碼（歌：鬼頭、松本、佐藤實）
  8. 帶我去溫布爾登（歌：若林、高柳、山田澪）
  9. 雨珠鋼琴師（歌：佐藤聖、古川、內山）
  10. 巧克力的下落（歌：加藤智、井口、赤枝）
  11. Innocence
  12. 浪漫火箭
  13. 戀愛的傾向與對策
  14. 最喜歡你
  15. 繩索的友情
  16. 星期二夜晚 星期三清晨
  17. 即使再遙遠
  18. 特典影像：千秋樂纪录片、Team KII 生誕祭特集

### Team H 1st Stage「手牵手」（DVD）
《Team H 1st Stage「手牵手」》是HKT48 Team H的DVD，收錄了公演的錄影，於2013年7月6日由AKS發售。
- 收錄成員
  - 穴井千尋、今田美奈、植木南央、多田愛佳、熊沢世莉奈、兒玉遥、指原莉乃、下野由貴、田中菜津美、中西智代梨、深川舞子、松岡菜摘、宮脇咲良、村重杏奈、本村碧唯、森保圆、若田部遥
- 收錄曲
  1. overture
  2. 我們的風
  3. 芒果No.2
  4. 手牽手
  5. 情歌般的下課鈴
  6. Glory days（歌：兒玉、村重、下野）
  7. 胸口的條碼（歌：指原、中西、穴井）
  8. 帶我去溫布爾登（歌：宮脇、本村、植木）
  9. 雨珠鋼琴師（歌：森保、松岡、熊沢）
  10. 巧克力的下落（歌：多田、若田、田中、植木）
  11. Innocence
  12. 浪漫火箭
  13. 戀愛的傾向與對策
  14. 最喜歡你
  15. 繩索的友情
  16. 星期二夜晚 星期三清晨
  17. 即使再遙遠

## 外部連結
- SKE48官方網站
  - 手牽手（SKE48 team S）（页面存档备份，存于）
  - 手牽手（SKE48 team KII）（页面存档备份，存于）